# TwoDots
TwoDots (dt. Zwei Punkte) ist ein von Playdots, Inc. entwickeltes und veröffentlichtes Einzelspieler-Puzzle-Spiel. Es ist der Nachfolger des Spiels Dots. Das Spiel ist als Applikation seit dem 29. Mai 2014 für iOS-Geräte und seit dem 12. November desselben Jahres auch für Android-Nutzer verfügbar. Am 28. Dezember 2015 folgte eine Version für Windows Mobile.

## Gameplay
Ziel des Spiels ist es, durch das Verbinden von Punkten definierte Ziele eines jeden Levels zu erreichen. Die Anzahl der zur Verfügung stehenden Level wächst ständig; im März 2024 wurde Level 5920 mit dem neuesten Update des Spiels freigeschaltet.
Zu Beginn eines Levels erhält man eine Übersicht der zu erfüllenden Ziele sowie die Anzahl der verfügbaren Spielzüge. Außerdem hat man die Möglichkeit, eine Bonuskiste (sofern vorhanden) für das jeweilige Level einzusetzen, die ein PowerUp liefert. Um einen Spielzug zu tätigen, muss der Spieler mindestens zwei gleichfarbige Punkte miteinander verbinden. Dies kann nur horizontal und vertikal, aber nicht diagonal erfolgen. Aus dem Verbinden von Punkten erfolgt ebenso das Verschwinden dieser Punkte. Geschieht dies, werden bei Möglichkeit neue, zufällig generierte Punkte vom oberen Spielfeldrand in das Level gebracht. Verbindet der Spieler vier oder mehr Punkte zu einem Quadrat bzw. Polygon, verschwinden alle Punkte, die dieselbe Farbe wie das geformte Quadrat bzw. Polygon haben. Alle Punkte, die sich innerhalb eines geformten Polygons befinden, werden zu „Bomben“, welche anschließend in alle acht Richtungen (also auch diagonal) explodieren und somit auch jene Punkte oder Hindernisse verschwinden lassen.
Sobald man die für das jeweilige Level spezifischen Ziele erfüllen konnte, erhält man Zugriff auf das nächste Level. Das Spiel arbeitet mit einem Punkte- und Sternensystem. So erlangt man nach dem Spielen eines Levels eine Punktewertung, welche dann einem, zwei oder drei Sternen entspricht. Der Spieler startet mit fünf Leben, von welchen er bei Misserfolg eines verliert. Ein Leben benötigt zur Regeneration zwanzig Minuten, was für insgesamt fünf Leben eine Stunde und vierzig Minuten Regenerationszeit ausmacht.
Die Spielwelt von TwoDots ist in mehrere Abschnitte zu je 25 Leveln (bzw. ab Level 4550 zu je 40 bis 45 Leveln) eingeteilt, welche sich in Spielelementen, Hindernissen und daraus folgend auch in den levelspezifischen Zielen voneinander unterscheiden. Diese Welten sind jedoch innerhalb des Spiels nicht gesondert benannt, sondern vielmehr nur durch unterschiedliche Hintergrundszenarien in der Levelauswahl erkennbar. 
Im Gegensatz zu seinem Vorgänger Dots enthält TwoDots Power-Ups, spezifische Ziele sowie verschiedene Levels. Auch gibt es immer wieder Sonderaktionen im Spiel, wie Suchaktionen auf Wimmelbildern, spezielle Bonusformate oder sogenannte Schatzsuchen, in denen der Spieler Bonusmaterial und PowerUps erspielen kann.

## Rezeption
TwoDots erhielt bei Metascore recht positive Beurteilungen. Während es einerseits für das minimalistische Design, die unterschiedlichen Hindernisse und das Level-Layout gelobt wurde, wurde andererseits die lange Wartezeit zum Auffüllen von Leben kritisiert. Außerdem wurde angesprochen, dass einige Level einen sehr hohen Schwierigkeitsgrad aufweisen, was wiederum zum Verlust vieler Leben und somit zu längeren Wartezeiten führt.